# BPF

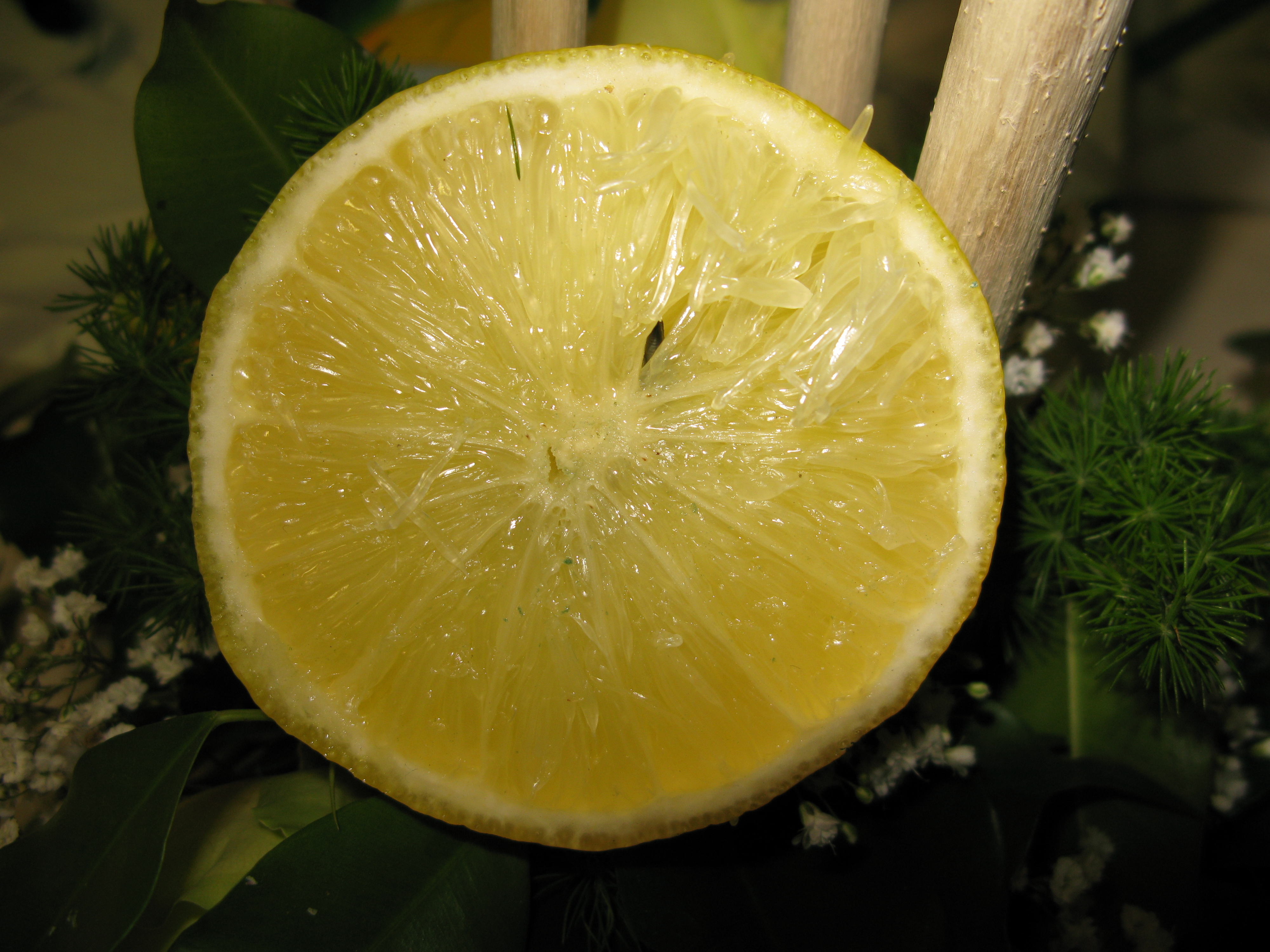
Owoc bergamoty, przekrój poprzeczny

BPF (od ang. bergamot-derived polyphenolic fraction) – standaryzowana kompozycja polifenoli z bergamoty, naturalny składnik aktywny o silnych właściwościach antyoksydacyjnych, mający wpływ na gospodarkę lipidową i węglowodanową. Substancję charakteryzuje wysoki poziom bezpieczeństwa.

## Pochodzenie i skład
BPF pozyskiwany jest z miąższu owoców bergamoty i standaryzowany na zawartość pięciu głównych polifenoli: neoeriocytryny, neohesperydyny, narynginy, melitydyny i brutierydyny.

## Mechanizm działania
Zaproponowano kilka mechanizmów wyjaśniających hipoglikemizujące oraz hipolipemizujące działanie flawonoidów, ale aktywacja kinazy białkowej aktywowanej przez AMP (AMPK, AMP-activated protein kinase), która działa jako integrator sygnałów regulacyjnych, monitorujących systemowy i komórkowy stan energetyczny ustroju, wydaje się najbardziej prawdopodobna. AMPK jest kluczowym regulatorem metabolizmu glukozy i kwasów tłuszczowych we wszystkich tkankach. Jest również ważnym celem działania metforminy, leku przeciwcukrzycowego. Niektóre flawonoidy (np. naryngina) obecne w bergamocie mogą aktywować AMPK, ale nie jest jasne, jak wygląda mechanizm molekularny, ponieważ ani metformina, ani flawonoidy nie wiążą się bezpośrednio z AMPK.                                      

## Korzyści zdrowotne
Wskazywane są następujące działania BPF:
- redukcja cholesterolu LDL, podwyższenie cholesterolu HDL i obniżenie poziomu triglicerydów[3]
- działanie hipoglikemizujące[2]
- korzystny wpływ na śródbłonek naczyniowy u chorych z zaburzeniem gospodarki lipidowej i węglowodanowej[2]
- uzupełnienie terapii zaburzeń erekcji w przebiegu cukrzycy typu 2[6].

Według wytycznych Polskiego Towarzystwa Kardiologicznego (Sekcja Farmakoterapii Sercowo-Naczyniowej) istotną rolę w terapii kardiologicznej oprócz diety i aktywności fizycznej mogą odegrać także preparaty zawierające polifenole znajdujące się w wyciągu z bergamoty. Rekomendacja oparta została na naukowo dowiedzionym korzystnym  wpływie na profil lipidowy we krwi i gospodarkę węglowodanową.